# ジェームス・ビシュー
ジェームス・ビシュー（英語: James Bissue、1991年6月15日 - ）は、ガーナのサッカー選手。ポジションはMF。

## クラブ歴
2006年、ヤング・ウェージズからセコンディ・イレブン・ワイズFCに移り2008年にここで選手となった。2009年1月4日からプレミアリーグのブラックバーン・ローヴァーズFCの2週間のトライアルに参加した。同年12月にハポエル・ベエルシェバFCに完全移籍した。その後、マッカビ・ウム・アル＝ファームFCに期限付き移籍で在籍した。
2012年にアクラ・ハーツ・オブ・オークに移籍しガーナに復帰、翌年にイレブン・ワイズに復帰した。
2014年9月18日、アサンテ・コトコSCの練習に参加していたが、メジャーリーグサッカーのモントリオール・インパクトと3年契約を締結した。しかしトップチームでの出場もないまま、半年で放出された。この理由について、ガーナ紙では書類上でややこしい問題があったのではないかと推察している。その後ガーナに帰国したが1部所属クラブと契約を結べず、12月にセコンディ・ハサーカスFCと契約を前提に練習参加している事が報じられた。しかし翌年に加入したクラブはピッツバーグ・リバーハウンズSCで、2月11日のことであった。
その後はSMサンガ・バレンデに在籍した後、三度イレブン・ワイズに加入、エルミナ・シャークスFCに所属した。
2022年4月14日に関西サッカーリーグのおこしやす京都ACに加入した。2022年12月7日、退団が発表された。

## 代表歴
U-17代表、U-20代表での出場歴があり、後者ではアフリカユース選手権2011に参加した。